# Górzno (jezioro)
Górzno – jezioro na Pojezierzu Choszczeńskim, położone w województwie zachodniopomorskim, w powiecie choszczeńskim, w gminie Bierzwnik. Maksymalna głębokość jeziora wynosi 9,2 m. 
Zbiornik znajduje się w zlewni Mierzęckiej Strugi.